# Kaindilagria forcipata
Kaindilagria forcipata is een keversoort uit de familie zwartlijven (Tenebrionidae). De wetenschappelijke naam van de soort is voor het eerst geldig gepubliceerd in 1988 door O.Merkl.